# Paraclius eximius
Paraclius eximius är en tvåvingeart som beskrevs av Van Duzee 1931. Paraclius eximius ingår i släktet Paraclius och familjen styltflugor.
Artens utbredningsområde är Panama. Inga underarter finns listade i Catalogue of Life.